# Markus Klaus Schäffauer
Markus Klaus Schäffauer (* 1965) ist ein deutscher Romanist.

## Leben
Von 1984 bis 1991 absolvierte er ein Magisterstudium Romanistik, Germanistik und Geschichte an der Albert-Ludwigs-Universität Freiburg und an der Universität Salamanca (November 1991 Magister Artium: Thema der Magisterarbeit: Die Cervantes-Rezeption bei Jorge Luis Borges und Miguel de Unamuno). Von 1992 bis 1995 absolvierte er ein Promotionsstudium Romanistik (Spanisch), Romanistik (Portugiesisch) und Germanistik (Februar 1996 Doktor phil.: Thema der Doktorarbeit: ScriptOralität in der argentinischen Literatur. Funktionswandel der Mündlichkeit in Realismus, Avantgarde und Post-Avantgarde (1900–1960) (Gutachter: Walter Bruno Berg, Wolfgang Raible und Reinhard Wendt)). Von 1997 bis 1998 hatte er eine 13-monatige Gastprofessur an der Universität São Paulo (USP) mit Forschungsstipendium des  Conselho Nacional de Desenvolvimento Científico e Tecnológico. Von 1998 bis 2002 war er wissenschaftlicher Angestellter des Romanischen Seminars der Albert-Ludwigs-Universität mit Lehraufträgen im Bereich der spanischen, portugiesischen, französischen, hispanoamerikanischen und brasilianischen Literatur (Schwerpunkt: Lateinamerikanistik); Mitarbeiter im Teilprojekt A4 Die identitätsstiftende Rolle literarischer und audiovisueller Gattungen in Lateinamerika des SFB 541 Identitäten und Alteritäten. Die Funktion von Alterität für die Konstitution und Konstruktion von Identität. Von 2002 bis 2004 lehrte er als Gastprofessor für Medien- und Literaturwissenschaft Spanisch und Portugiesisch an der Universität Wien. Von 2004 bis 2005 vertrat er einen Lehrstuhl am Romanischen Seminar für Spanisch und Portugiesisch an der Albert-Ludwigs-Universität Freiburg im Breisgau. Nach der Habilitation 2006 mit der Habilitationsschrift: Passagen von Gattungen und Medien in Lateinamerika im 20. Jahrhundert (Gutachter: Walter Bruno Berg; Monika Fludernik; Wolfgang Raible) lehrt er als seit 2006 auf dem Lehrstuhl für „Romanische Philologie / Spanischsprachige und portugiesischsprachige Literatur“ der Universität Hamburg.

## Schriften (Auswahl)
- ScriptOralität in der argentinischen Literatur. Funktionswandel literarischer Oralität in Realismus, Avantgarde und Post-Avantgarde (1890–1960). Frankfurt am Main 1998, ISBN 3-89354-868-8.
- als Herausgeber mit Walter Bruno Berg: Oralidad y argentinidad. Estudios sobre la función del lenguaje hablado en la literatura argentina. Tübingen 1997, ISBN 3-8233-5408-6.
- als Herausgeber mit Walter Bruno Berg: Discursos de oralidad en la literatura rioplatense del siglo XIX al XX. Tübingen 1999, ISBN 3-8233-5419-1.
- als Herausgeber mit Walter Bruno Berg, Cláudia Maria Nogueira-Brieger Nezis und Joachim Michael: As Américas do Sul. O Brasil no contexto Latino-Americano. Tübingen 2001, ISBN 3-484-52917-2.